# Winfield (Indiana)
Winfield és una població dels Estats Units a l'estat d'Indiana. Segons el cens del 2000 tenia 2.298 habitants.

## Demografia
Segons el cens del 2000, Winfield tenia 2.298 habitants, 692 habitatges, i 581 famílies. La densitat de població era de 72,1 habitants/km².
Dels 692 habitatges en un 46,8% hi vivien nens de menys de 18 anys, en un 77,5% hi vivien parelles casades, en un 4% dones solteres, i en un 16% no eren unitats familiars. En el 12,4% dels habitatges hi vivien persones soles el 6,6% de les quals corresponia a persones de 65 anys o més que vivien soles. El nombre mitjà de persones vivint en cada habitatge era de 3,08 i el nombre mitjà de persones que vivien en cada família era de 3,4.
Per edats la població es repartia de la següent manera: un 28,7% tenia menys de 18 anys, un 5,8% entre 18 i 24, un 33,7% entre 25 i 44, un 17,8% de 45 a 60 i un 13,9% 65 anys o més.
L'edat mediana era de 35 anys. Per cada 100 dones de 18 o més anys hi havia 87,8 homes.
La renda mediana per habitatge era de 65.641 $ i la renda mediana per família de 70.489 $. Els homes tenien una renda mediana de 52.143 $ mentre que les dones 28.516 $. La renda per capita de la població era de 24.765 $. Entorn del 0,9% de les famílies i el 2,8% de la població estaven per davall del llindar de pobresa.

## Poblacions més properes
El següent diagrama mostra les poblacions més properes.